# 伊東四朗 吉田照美 親父・熱愛
『伊東四朗 吉田照美 親父・熱愛』（いとうしろう よしだてるみ オヤジパッション）は、1997年4月13日から放送されている文化放送制作のラジオ番組である。通称はオヤパツ。

## 概要
タイトルの「熱愛」は、番組開始当時の文化放送のキャッチフレーズ「熱愛発覚・文化放送」からきている。
2012年4月7日より、放送時間が15:00 - 17:00までの2時間に拡大。これまでの収録形式から生放送へと変更となる。伊東は『あっぱれ土曜ワイド』以来15年半振りに、ラジオの生放送のレギュラー番組を担当する。
2002年12月15日と2003年1月に、講談社文庫から番組本が、それぞれ「Part1」と「Part2」として発売された。
2017年4月22日で、放送1000回（文化放送での放送回）を達成。2021年2月20日で放送1200回を達成。
15時台はヤクルトの一社提供で、「ヤクルト プレゼンツ」の冠タイトルが付き、2014年9月27日まで16時台はイオンの一社提供で、「イオン G.Gサタデー」の冠タイトルだった。いずれも、文化放送のみのローカルスポンサーである。
聴取率は、首都圏AMラジオ局においては2000年代から2010年代初期までTBSラジオの裏番組『宮川賢のパカパカ行進曲!!』と互角の戦いを繰り広げていたが、2016年春改編をもって『パカパカ』が終了し、それ以降長らく同時間帯のラジオ番組聴取率単独首位を維持している。

## 放送時間
- 放送開始 - 1998年3月：毎週日曜 16:00 - 16:55（収録）
- 1998年4月 - 2012年3月：毎週土曜 15:00 - 15:55（収録）
- 2012年4月 - 現在：毎週土曜 15:00 - 17:00（生放送）

## ネット局

### 現在
以下の情報は2021年11月現在。各局「radiko」「radikoプレミアム」で聴取可能。
全て同時生放送。毎週土曜の放送で、放送時間の早い順から記載。
文化放送（関東地区）のみ「文化放送スポーツスペシャル」としてのプロ野球中継が発生した場合は、下記の局に向けた裏送りになる。
| 放送対象地域 | 放送局            | 放送時間      | 放送期間        | 備考 |
| ------------ | ----------------- | ------------- | --------------- | --- |
| 関東広域圏   | 文化放送（QR）    | 15:00 - 17:00 | 1997年4月13日 - | 制作局 |
| 富山県       | 北日本放送（KNB） | 15:00 - 17:00 | 1997年4月13日 - | 2012年3月までは他のネット局と同じスポンサーなしの1時間パッケージを流していたが、 文化放送では生放送番組となった同年4月 - 2013年3月の間、唯一同時ネットだった。 2013年4月 - 2014年3月は毎週土曜 15:00 - 16:00だったが、 同年4月から再び文化放送と同じ2時間に拡大した。 なお特別番組がある時は、休止もしくは16:00飛び乗りになる事がある。 |
| 福井県       | 福井放送（FBC）   | 15:00 - 17:00 | 2013年4月6日 -  | 放送開始 - 2015年4月26日は毎週土曜 16:00 - 17:00だったが、 同年5月2日から2時間に拡大した。 ただし「土曜スペシャル」が放送される場合は以前のように16:00飛び乗りとなる。 |
| 石川県       | 北陸放送（MRO）   | 16:00 - 17:00 | 2013年4月6日 -  | [ 10 ] |
| 香川県       | 西日本放送（RNC） | 16:00 - 17:00 | 2013年4月6日 -  | [ 11 ] |

### 過去
いずれの局も2012年3月以前の1時間録音バージョン。放送時間はネット打ち切り時点のもの。
- 北海道放送　日曜 19:00 - 20:00

2004年3月で打ち切り。
- 青森放送

1998年秋から1999年春にかけては火曜 20:00 - 21:00、2000年秋から2001年春にかけては日曜 21:00 - 22:00で放送していた。
- 秋田放送　土曜 12:00 - 12:55

2008年3月で打ち切り。
- IBC岩手放送　土曜 19:00 - 20:00

2006年3月で打ち切り。
- 山形放送　日曜 14:00 - 15:00

2003年9月で打ち切り。
- ラジオ福島　月曜 19:00 - 20:00

2007年9月で打ち切り。
- 信越放送　月曜 19:00 - 20:00

2009年9月で打ち切り。
- 静岡放送　火曜 21:00 - 22:00

2010年3月で打ち切り。
- 山陽放送　日曜 13:00 - 14:00

2009年10月で一旦打ち切られたが2010年4月11日より放送再開。しかし2011年3月で再び打ち切られた。
- 山口放送　日曜 20:00 - 21:00

2006年3月で打ち切り。
- 四国放送　日曜 21:00 - 22:00

2010年3月で打ち切り。
- 南海放送　土曜 21:00 - 22:00

2006年3月で打ち切り。
- 長崎放送　日曜 21:00 - 22:00

2009年3月で打ち切り。
- 大分放送　日曜 16:00 - 17:00

2005年3月で打ち切り。
- 宮崎放送　日曜 22:15 - 23:15

2009年3月で打ち切り。

## 出演者

### パーソナリティ
- 伊東四朗[12]
- 吉田照美[13]

### アシスタント
- 水谷加奈（文化放送アナウンサー、開始 - 2003年9月6日、2004年4月3日 - 2006年9月16日、2017年4月1日 - ）[14]

### 過去のアシスタント
※いずれも出演当時は文化放送アナウンサー（鈴木のみ現職）
- 鈴木純子（2003年9月13日 - 2004年3月27日）
- 遠藤里沙（2006年9月23日 - 2009年3月28日）
- 吉田涙子（2009年4月11日 - 2014年7月26日）
- 石川真紀（2014年8月2日 - 2017年3月25日）[15]

## コーナー

### 現在
- ニュース・パッション（15:10頃） … 『ニュース・パレード』で放送された1週間のニュースを、鈴木敏夫（文化放送 コンテンツ局 報道スポーツ センター解説委員。 元・文化放送アナウンサー）が解説する。鈴木はアナウンサー時代に『伊東四朗のあっぱれ土曜ワイド』に、ニュース担当として出演していた。
- タフマン伊東の堪忍袋（15:30頃） … 『あっぱれ土曜ワイド』内の同名コーナーのオマージュ。リスナーから寄せられた、怒りのエピソードを紹介。その怒りの共感度に応じて、大・中・小の3つの雷のうち、1つが落とされる。当初のコーナー名は「タフマン伊東の帰ってきた堪忍袋」だったが、ヤクルトのスポンサー降板後、「伊東四朗・吉田照美の堪忍袋」に変わった。レギュラーコーナー終了後、不定期で復活していた（2011年11月19日放送（11月3日収録））。その後、ヤクルトがスポンサーに復帰。2012年10月6日、レギュラーコーナーとして復活した。
- オヤジ大学（15:40頃） … 『吉田照美のやる気MANMAN!』内のコーナー「やる気大学」のパロディ。作家は、「吉田照美のやる気MANMAN!」でも「やる気大学」を書いていた放送作家の須貝聡。教授役は吉田、生徒役は伊東[16]。元石和温泉観光協会[17]の職員と名乗る女性[18]が不定期（あらかじめ電話録音された声）で登場して、教授役の吉田をイジる為に講義をしようにも出来ず、講義をしている最中に邪魔をしたり、講義をせずに生徒役の伊東が教授を罵り、講義に入りたい教授をそっちのけで、伊東のワンマンショー状態でコーナーを終える事もある。
- おやじの為の健康日記（15:48頃） … 健康に関する情報を紹介する。
- 文化放送ニュース、天気予報（15:56[19]） … ニュースは鈴木、天気予報は水谷が担当。2019年秋改編以降は、土曜最終の定時ニュースとなっている。
- こだわり熱愛（16:05頃[20]） … 週代わりで設けるテーマを元に、伊東・吉田・水谷がこだわりやエピソードなどを語る。2時間番組に拡大後、芸能人が不定期でゲスト出演。伊東・吉田・水谷とともに、こだわりやエピソードを語る時がある。
- ハガキ熱愛（16:40頃） … 番組に寄せられたハガキ、電話、メール、FAX、Twitterのお便りを紹介する。
- 交通情報（16:54） … 日本道路交通情報センターより伝える[21]。2024年春改編以降は、土曜最終の定時交通情報となっている。

### 過去
- 町の熱愛さん登場 … 当時の番組スポンサーであったフォードの代理店の店員と電話を繋ぎ、インタビューを行った。
- 里沙ちゃんのくだもの食べようかな? … 本項を参照。
- お花プレゼント … 毎月最終土曜日、スポンサーのサカタのタネ提供の花をプレゼント。ネット局は、フィラー音楽に差し替え。
- 前略 おやじ殿 〜愛すべき全てのおやじ達へ〜 … リスナーから「おやじ」の思い出とエピソードを募集し、紹介する。
- オレの心の○○な歌 … 週のテーマに沿った曲を、伊東・吉田が選曲して紹介する。2012年9月29日終了。2012年10月13日、こだわり熱愛の中で復活。
- 今週のオヤジの名言 … 家族や、友人、知人からかけてもらった忘れられない一言や、あなたの心に残っている感動した名言。めちゃくちゃだけど、思わず納得。笑ってしまった説得力ある言葉を紹介する。伊東、吉田、石川のいずれか1人が、その名言を書いた色紙をプレゼントする。

## 番組テーマ曲
- オープニング：Mr.President「I give you my heart」
- エンディング：Mr.President「Show me the way」

## その他
- この番組ではテレビではなかなか見ることのできない伊東四朗の素顔も垣間見られ、特に若者の言葉遣いには警鐘を鳴らしている（例 … 「『なにげに』っていう言葉は無いんだよ、本当は『なにげなく』だからね」「『すごい早い』っていう言葉はおかしいよ。形容詞と形容詞がくっつくことは無いんだから、本当は『すごく早い』だからね」）。この他にも、各界の有名人の言動について、オープニングとエンディングで苦言を呈している。
- 番組内で伊東は吉田を「吉田教授」と呼ぶ。これは同局で過去放送されていた『吉田照美のやる気MANMAN!』内のコーナー「やる気大学」での吉田の教授役からである。
- 伊東は、番組のコーナー「こだわり熱愛」での不定期企画「xxx線（鉄道）にこだわる〜!!」について消極的であり、番組のプロデューサーに対して年賀状で「あの企画はもういいよね…。（企画化して欲しくない意）」と苦言を呈した事がある[22]。
- 2007年6月のスペシャルウィーク（2週）で人気のあった企画「似ている曲にこだわる」は、伊東がお気に入りの企画でもあり、本放送でのグランプリは、伊東が推薦した「ハバロフスク小唄」と「皆の衆」であった。2007年10月のスペシャルウィークでは、リスナーからメロディーが似ている“インパクトのある曲”を募集した。グランプリは「翼の折れたエンジェル」と「ふられ気分でRock'n' Roll」であった。MVPとして、前2曲を応募したリスナーに、下記の本をサイン入りで贈呈している。※本番組の企画で、パーソナリティー（出演者）からリスナーにプレゼントがあるのは珍しい。今後も本企画は続行される予定である。
  - 伊東四朗 著「ボケてたまるか!」
  - 吉田照美 著「バルサの翼（絵本）」
- 2007年12月15日（スペシャルウィーク）での「阿久悠にこだわる〜!!」では、以下の阿久が作詞した曲が流れている。

| 曲目                     | 歌手                |
| ------------------------ | ------------------- |
| 時の過ぎゆくままに       | 沢田研二            |
| 熱き心に                 | 小林旭              |
| あの鐘を鳴らすのはあなた | 和田アキ子          |
| 地平を駈ける獅子を見た   | 松崎しげる          |
| また逢う日まで           | 尾崎紀世彦          |
| 北の宿から               | 都はるみ            |
| ジョニィへの伝言         | ペドロ&カプリシャス |
- 2001年から始まっている、年末の特別企画「輝く! 伊東四朗大賞!にこだわる〜!!」の大賞は以下の曲目である。大賞の選曲は伊東の一存であり、売り上げや人気には一切関係が無い。

| 受賞年 | 曲目                      | 歌手                     |
| ------ | ------------------------- | ------------------------ |
| 2001   | PIECES OF A DREAM         | CHEMISTRY                |
| 2002   | SAKURAドロップス          | 宇多田ヒカル             |
| 2003   | 月のしずく                | RUI                      |
| 2004   | Jupiter                   | 平原綾香                 |
| 2005   | 青春アミーゴ              | 修二と彰                 |
| 2006   | しるし                    | Mr.Children              |
| 2007   | 蕾                        | コブクロ                 |
| 2008   | 海雪                      | ジェロ                   |
| 2009   | みんな空の下              | 絢香                     |
| 2010   | 蛍                        | 福山雅治                 |
| 2011   | マル・マル・モリ・モリ!   | 薫と友樹、たまにムック。 |
| 2012   | さかさまの空              | SMAP                     |
| 2013   | ピースとハイライト        | サザンオールスターズ     |
| 2014   | Let It Go〜ありのままで〜 | 松たか子                 |
| 2015   | 私以外私じゃないの        | ゲスの極み乙女。         |
| 2016   | サヨナラの意味            | 乃木坂46                 |
| 2017   | RAIN                      | SEKAI NO OWARI           |
| 2018   | マリーゴールド            | あいみょん               |
| 2019   | まちがいさがし            | 菅田将暉                 |
| 2020   | 裸の心                    | あいみょん               |
| 2021   | ドライフラワー            | 優里                     |
| 2022   | Habit                     | SEKAI NO OWARI           |
| 2023   | 青のすみか                | キタニタツヤ             |
| 2024   | Bling-Bang-Bang-Born      | Creepy Nuts              |
- 2009年4月11、18日の放送では、番組開始以来初めてスタジオ以外（東京ディズニーランド）から放送された。因みに伊東自身、ディズニーランドを訪れたのは生涯初だった。
- 2009年11月14日の放送では森繁久彌を偲び、オープニングのテーマ曲が流れる前に、伊東自身が故人との想い出を語っている。
- 2022年3月19日の放送では同時間帯にTBSラジオで放送していた『大沢悠里のゆうゆうワイド土曜日版』とコラボレーションを行った。文化放送のスタジオかららくらくスマートフォンでTBSラジオで生放送中の大沢悠里に架電して、大沢・伊東・吉田がクロストークを行った。『大沢悠里のゆうゆうワイド土曜日版』は翌週の3月26日で終了。大沢は番組終了を機にアナウンサーを勇退することを公表していた為、伊東が大沢へ労いの言葉を掛けるなどの場面も見られた。この模様は2022年3月24日から文化放送のYoutubeチャンネルで公開され、動画は2022年6月24日まで公開される予定だったが、2022年8月14日の時点でも視聴が可能な状態である[23]。